# Phymatopteris malacodon
Phymatopteris malacodon là một loài thực vật có mạch trong họ Polypodiaceae. Loài này được (Hook.) Pic. Serm. miêu tả khoa học đầu tiên năm 1973.